# 佩尼亚夫洛尔德奥尔尼哈
佩尼亚夫洛尔德奥尔尼哈（西班牙語：Peñaflor de Hornija），是西班牙卡斯蒂利亚-莱昂巴利亚多利德省的一个市镇。总面积66平方公里，2001年普查人口總數為420人，人口密度為每平方公里6人。